# Galija (gruppo musicale)
I Galija sono un gruppo musicale serbo formatosi nel 1977 e originario di Niš.
I componenti principali del gruppo sono i fratelli Nenad Milosavljević (voce, chitarra acustica, armonica) e Predrag Milosavljević (voce), che con il batterista Boban Pavlović rappresentano gli unici membri fissi della formazione nel corso della loro storia.

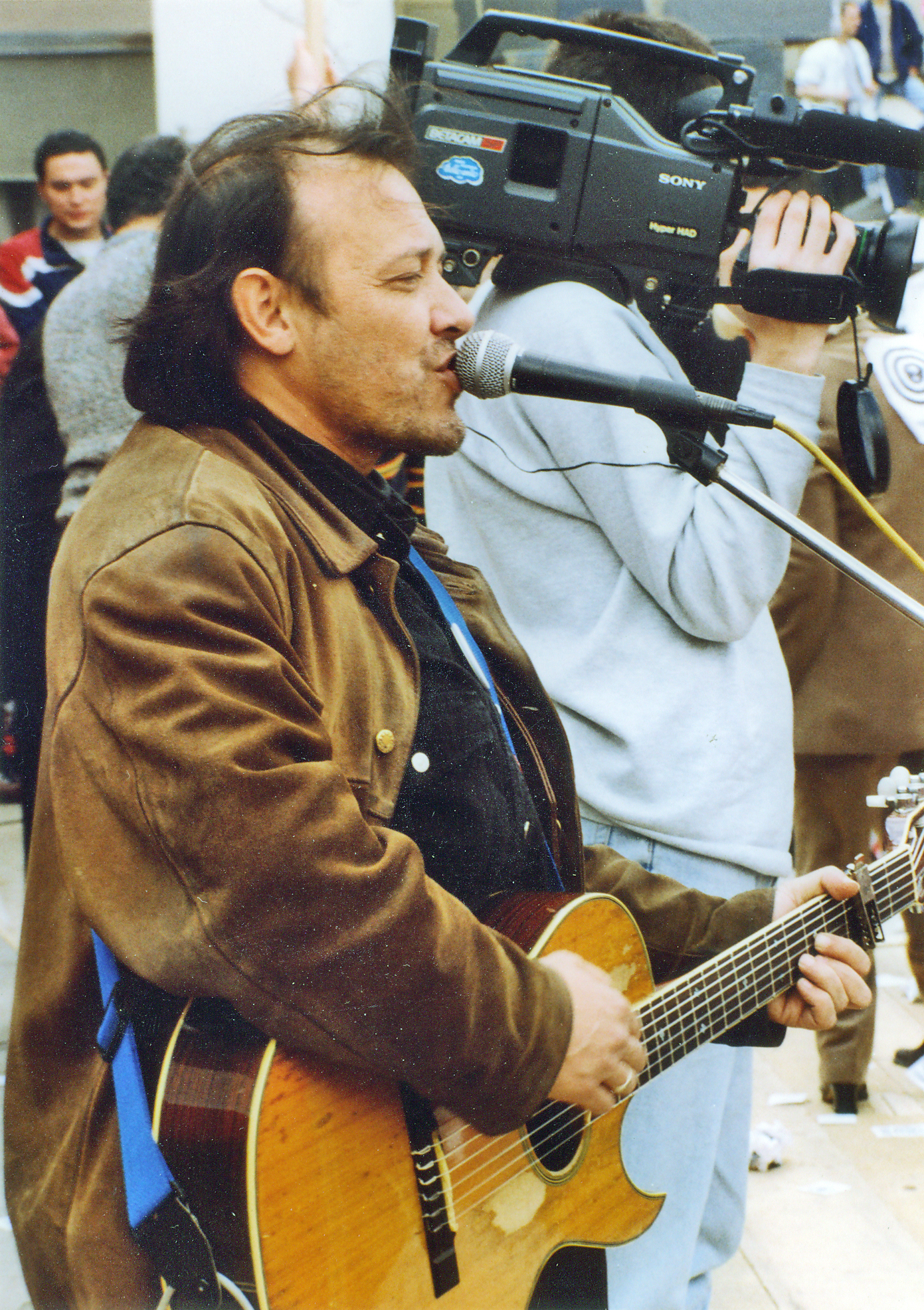
Nenad Milosavljević si esibisce per protesta contro la Operazione Allied Force, la campagna di attacchi aerei della NATO contro la Repubblica Federale di Jugoslavia, nel 1999

## Discografia
- Prva plovidba (1979)
- Druga plovidba (1980)
- Ipak verujem u sebe (1982)
- Bez naglih skokova (1984)
- Digni ruku (1986)
- Daleko je Sunce (1988)
- Korak do slobode (1989)
- Istorija, ti i ja (1991)
- Karavan (1994)
- Trinaest (1996)
- Voleti voleti (1997)
- Južnjačka uteha (1999)
- Dobro jutro, to sam ja (2005)
- Mesto pored prozora (2010)
- U raju izdan oblaka (2018)